# Sua Altezza e Silk
Sua Altezza e Silk sono un paio di personaggi immaginari che debuttarono in Hit Comics n. 27 della Quality Comics. Sono i nemici di Kid Eternity.

## Biografia dei personaggi
Sua Altezza e Silk sono un paio di artiste della truffa. Sua Altezza veste solitamente come una donna anziana, completa di spettacolari capelli bianchi raccolti in una crocchia, mentre Silk è un'attraente giovane donna in un vestito aderente. I due incontrarono Kid Eternity in Hit Comics n. 27, ma furono subito sconfitte dal super naturale eroe.
Mentre Sua Altezza fu la protagonista di copertina di Hit Comics n. 28, il duo solitamente comparve in alcune storie flashback di 5-6 pagine. Le loro storie furono raccontate più che altro per le risate; Sua Altezza e Silk non riescono quasi mai nel loro lavoro, ed i loro dialoghi sono spesso molto leggeri. La loro ultima comparsa nella Golden Age avvenne in Hit Comics n. 57 (marzo 1949).

## DC Comics
Sua Altezza e Silk furono due tra i vari personaggi acquisiti dalla DC Comics quando questa comprò la Quality Comics. Le due fecero la loro prima comparsa nei fumetti della DC Comics in World's Finest Comics n. 282 (1982) in una storia di Capitan Marvel il cui protagonista era Kid Eternity. Il fumetto fu pubblicato nel periodo in cui entrambe le famiglie di personaggi, e lo scrittore E. Nelson Bridwell, decisero che Freddy Freeman e Kid Eternity erano fratelli. In questa storia, Sua Altezza e Silk unirono le forze con la nemica di lunga data della Famiglia Marvel, Zia Minerva, e tentarono di utilizzare lo Zio Dudley come copertura per rubare soldi da un circo. Il loro vecchio nemico, Kid Eternity le riconobbe, e suggerì ai Marvel come neutralizzare il loro piano.